# Ruprechtia
Ruprechtia là một chi thực vật thuộc họ Polygonaceae. Chi này có các loài sau (tuy nhiên danh sách này có thể chưa đủ):
- Ruprechtia apetala, Weddell
- Ruprechtia howardiana
- Ruprechtia tangarana